# Frei João Sobrinho
Frei João Sobrinho (Lisboa, ? —  Lisboa, 1486), também conhecido como João Consobrinho ou Johannes Consobrinus, foi um célebre religioso, teólogo e pregador carmelita português.

## Vida
João Sobrinho nasceu em Lisboa, filho de um casamento entre duas famílias aristocráticas, os Sobrinho e os Coelho. Ingressou na Ordem do Carmo, onde se destacou, entre os seus condiscípulos, na aprendizagem da gramática e das artes. 
Prosseguiu os seus estudos na Ordem e recebeu uma bolsa da sua comunidade para ir estudar para a Universidade de Oxford, onde se formou em Teologia e Direito Canónico e adquiriu uma vasta base cultural que serviu de suporte para a sua obra. Permaneceu alguns anos em Inglaterra, nomeadamente em Oxford, onde, no ano de 1449, se envolveu com uma comunidade carmelita inglesa e, posteriormente, em 1450, se tornou confessor dos lombardos em Southampton. 
Após regressar a Portugal, ocupou posições de relevância na hierarquia eclesiástica da Ordem. No ano de 1478, durante a Congregação Geral da Ordem do Carmo, foi eleito provincial da Província de Portugal e veio a tomar posse no ano seguinte. Mais tarde, em 1482, voltou a ser confirmado provincial. Para além das suas funções na Ordem, manteve uma relação próxima com D. Afonso V.
Morreu a 11 de janeiro de 1486, possivelmente envenenado, e foi sepultado na Igreja do Carmo de Lisboa.

## Obras

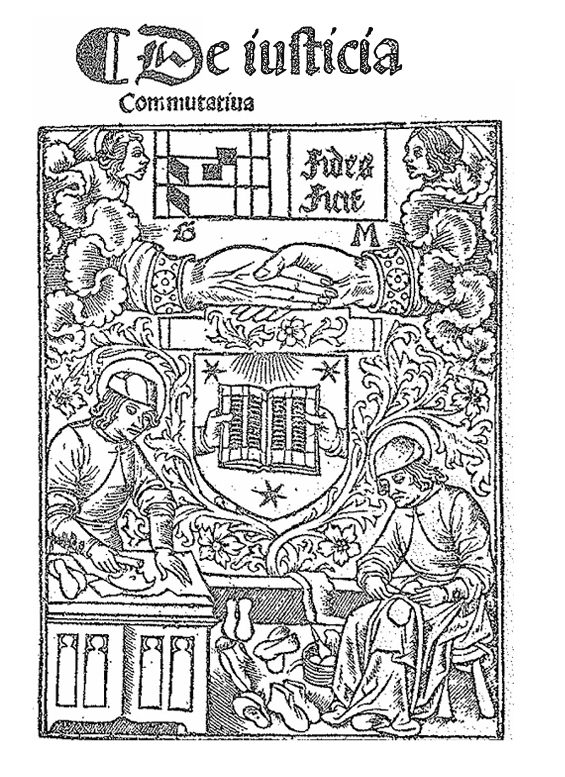
De iustitia commutativa: Frontispício da edição impressa em Paris - 1496

Teria produziu, ao longo da sua vida, uma vasta quantidade de obras, sobre temas diversos:
- De iustitia commutativa et arte campsoria seu cambiis ac alearum ludo, Paris, 1483
- Tractatus de conceptione deiparae Virginis

Segundo autores do século XVIII, João Sobrinho também teria escrito diversas obras teológicas, comentários a Aristóteles, uma genealogia dos Braganções e diversos sermões. No entanto, desconhece-se o seu paradeiro, tendo ficado inéditas.
A sua principal obra, o De iustitia commutativa, foi escrita em latim e publicada, pela primeira vez, em Paris, no ano de 1483, sendo editada, posteriormente, em Lisboa, por Diogo Lopes Rebelo, em 1494 . 
Nela, revela-se a doutrina e pensamento económico de João Sobrinho, incidindo sobre três aspetos distintos: a propriedade e domínio civil; a usura, a fraude e o câmbio; e os jogos de azar. Fortemente influenciado pelo pensamento de Tomás de Aquino, João Sobrinho rejeita a ideia de uma economia autónoma e autorregulada, subordinando-a antes a uma ordem ética e metafísica, determinada pelos interesses da Igreja.
A dignidade da pessoa humana surge, assim, como o princípio orientador fundamental das práticas económicas com base em uma justiça comutativa, que impõe a reciprocidade na troca de bens e valores. Deste modo, critica a concorrência excessiva e o lucro obtido de forma ilícita, enaltecendo a justiça nas trocas e nos contratos de empréstimo. São, de igual forma, rejeitados comportamentos como a usura, a fraude e a participação em jogos de azar, por se considerarem contrários aos princípios morais que devem reger a atividade económica.